# Heinrich Friedrich Landau
Heinz Friedrich Landau (* 19. August 1920 in Barmen; † 28. Oktober 2003) war ein deutscher Botschafter.

## Leben
Heinz Friedrich Landau war von 1938 bis 1945 beim Militär. Landau studierte Philosophie und Rechtswissenschaft. 1952 trat er in den auswärtigen Dienst. Von 1952 bis 1957 wurde Landau im Sprachendienst des Auswärtigen Amts eingesetzt, von 1957 bis 1960 war er Presse- und Kulturreferent der Botschaft in Damaskus, Syrien. Von 1960 bis 1963 war Landau Vertreter von Wilhelm Kopf Botschafter in Mogadischu. Mit Dienstsitz Kuwait war Landau auch bei der Regierung in Bahrein akkreditiert.
1965 wurde Landau als deutscher Botschafter nach Sana'a entsandt, wo er bis 1969 tätig war.